# Intaháza

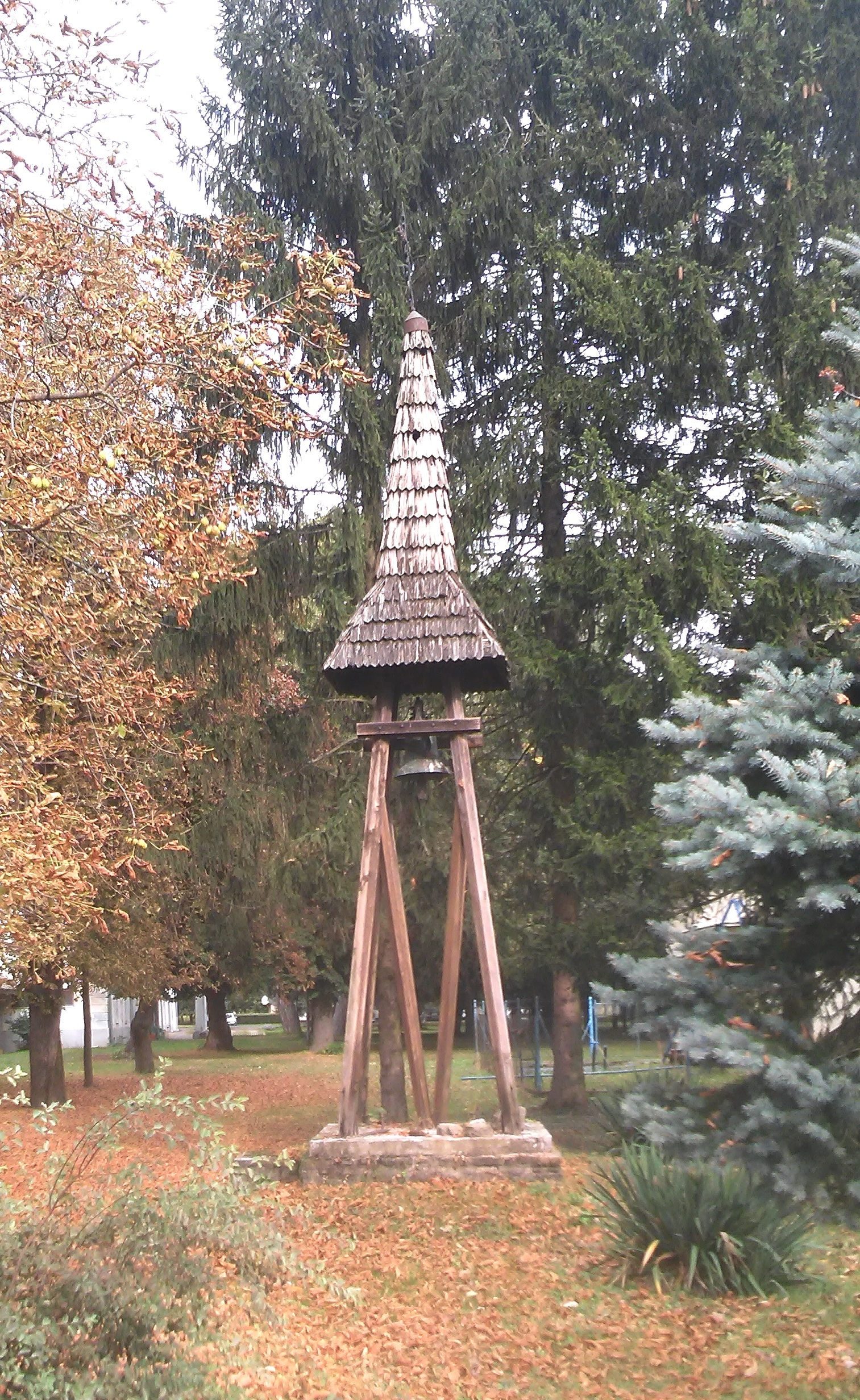
Harangláb a kastély parkjában

Intaháza egykori település Vas vármegyében, amely ma Mesteri részét képezi.  

## Fekvése
A település belterületeitől több kilométerre északra fekszik, szomszédai: északkelet felől Tokorcs, délkelet felől Celldömölk, északnyugat felől pedig Nagysimonyi. Közúton a legegyszerűbben a 834-es főút felől érhető el, a Mesteri központjába vezető 8431-es úton; Celldömölk központja felől egy másik lehetséges elérési útvonal a 8432-es út, amiről aztán szintén a 8431-esre kell ráfordulni.

## Története
Inta, később Intapuszta, végül Intaháza, eredetileg önálló, később Felsőmesterihez (Hernádmesteri) tartozó település volt. A döntően kisnemesi Alsómesteri (Nemesmesteri) és a főnemesi Felsőmesteri 1935-ben egyesült újra Mesteri néven. A területen dr. Holéczy Zoltán amatőr régész végzett ásatásokat 1939 és 1941 között, melyek anyaga ma a Magyar Nemzeti Múzeumban található. 
Intaházán az Árpádok korában Somlóvásárhelyről származó bencés apácák éltek. A birtok 1367-ben került a Ják nembeli kissitkei Sitkey család tulajdonába. 1381-ben a szentgotthárdi ciszterci apátság birtokába került, felsőlendvai Szécsi Miklós Vas vármegyei főispán, későbbi nádor, az apátság kegyura jóvoltából. A Sitkey család végig ellenezte, hogy a birtok az apátság birtokába kerüljön, de megakadályozni nem tudták. 1452-ben a Sitkey családdal rokonságban álló Dezső János visszaperelte a birtokot az apátságtól. Később, Felsőmesterivel együtt, a galánthai gróf Esterházy, a békási Békássy, a trakostyáni gróf Draskovich, majd a hertelendi és vindornyalaki Hertelendy család birtoka volt, végül pedig a németújvári herceg Batthyány-Strattmann család tulajdonába került és 1945-ig a család tulajdonában is maradt. A család egykori kastélyában ma a celldömölki Kemenesaljai Egyesített Kórház Addiktológiai és Pszichiátriai Rehabilitációs Központja működik. (újabb nevén szombathelyi Markusovszky Egyetemi Oktatókórház Pszichiátriai Rehabilitációs Intézet) Itt játszódik dr. Benedek István Aranyketrec című műve.

## Nevezetességei
- Batthyány-Strattmann–Zathureczky–Gyömörey-kastély